# Izida Cup 2012
L'Izida Cup 2012 è stato un torneo di tennis facente parte della categoria ITF Women's Circuit nell'ambito dell'ITF Women's Circuit 2012. Il torneo si è giocato a Dobrič in Bulgaria dal 17 al 23 settembre 2012 su campi in terra rossa e aveva un montepremi di 25000 $.

## Vincitori

### Singolare
Anne Schäfer ha battuto in finale  Angelique van der Meet con il punteggio di 6–2, 6–2

### Doppio
Katarzyna Piter /  Barbara Sobaszkiewicz hanno battuto in finale  Lisa Sabino /  Anne Schäfer con il punteggio di 6–2, 7–5